# Ewa Małecka-Tendera
Ewa Maria Małecka-Tendera (ur. 8 października 1949 w Gliwicach) – polska lekarka, specjalistka w zakresie pediatrii i endokrynologii, profesor nauk medycznych, w latach 2005–2012 rektor Śląskiej Akademii Medycznej w Katowicach, która podczas jej kadencji zmieniła nazwę na Śląski Uniwersytet Medyczny w Katowicach.

## Życiorys
Ukończyła studia na Śląskiej Akademii Medycznej (1972). W 1980 uzyskała stopień doktora nauk medycznych. Habilitowała się w 1994 na podstawie pracy Wykorzystanie termicznego działania efedryny i teofiliny w leczeniu otyłości prostej u dzieci. Badania doświadczalne i kliniczne. W 2001 otrzymała tytuł profesora nauk medycznych. Specjalizacje lekarskie uzyskiwała z zakresu chorób dziecięcych (1975 i 1978) oraz endokrynologii (1996).
Od 1973 zawodowo związana ze śląską uczelnią medyczną. Była zatrudniona w II Klinice Chorób Dzieci, następnie w Klinice Endokrynologii Dziecięcej oraz w Katedrze i Klinice Patofizjologii na Wydziale Lekarskim. Była kierownikiem Zakładu Promocji Zdrowia i Leczenia Otyłości Katedry Patofizjologii, a w latach 2002–2019 kierownikiem Katedry i Kliniki Endokrynologii i Diabetologii Dziecięcej. W latach 1996–2002 była prodziekanem, a w latach 2002–2005 dziekanem Wydziału Lekarskiego w Katowicach. W latach 2005–2012 pełniła funkcję rektora tej uczelni. W czasie jej pierwszej kadencji w 2007 Śląska Akademia Medyczna została przekształcona w Śląski Uniwersytet Medyczny.
Pod jej kierunkiem stopień naukowy doktora uzyskała w 2007 Maria Kalina. Została członkinią Polskiego Towarzystwa Lekarskiego, Polskiego Towarzystwa Pediatrycznego, Polskiego Towarzystwa Endokrynologicznego. W latach 2005–2009 była prezesem Polskiego Towarzystwa Endokrynologii Dziecięcej. Powoływana w skład rad redakcyjnych i naukowych „Endokrynologii, Diabetologii i Chorób Przemiany Materii Wieku Rozwojowego”, „Wiadomości Lekarskich”, „Endokrynologii Pediatrycznej” oraz polskiego wydania „Diabetes Care”, a także „Endokrynologii, Otyłości i Chorób Metabolicznych” (jako redaktor naczelny).
Zajmuje się zagadnieniami otyłości prostej u dzieci, prewencją miażdżycy u dzieci, zaburzeniami okresu dojrzewania i chorobami tarczycy u
dzieci.
Jej mężem został Michał Tendera, profesor nauk medycznych i kardiolog.

## Odznaczenia
W 2008 została odznaczona Krzyżem Kawalerskim Orderu Odrodzenia Polski.